# 에흐산 야르샤테르
에흐산 야르샤테르(페르시아어: احسان یارشاطر,‎, 1920년 4월 3일~2018년 9월 2일)는 이란의 역사학자, 언어학자이다.  페르시아 지역의 역사, 문화, 문학에 대한 연구를 남겼으며 미국 컬럼비아 대학교 교수로 활동했다.
그는 테헤란 대학교에서 언어학을 전공한 후 영국 SOAS 런던 대학교에서 이란 역사언어학을 전공했다. 또한 이란학 백과사전의 공동 편집자 중 한 명이었으며 셀레우코스 제국, 파르티아 제국, 사산 제국의 시대를 다룬 《케임브리지 이란사》 제3권을 집필했다.